# 石墨山
石墨山（いしずみさん）は、愛媛県上浮穴郡久万高原町にある山。標高1,456.5m。皿ヶ嶺連峰の東端に位置し、同連峰では一番標高が高い。

## 概要
山名は石墨が採れたことに由来するようである。北東に位置する国道494号の黒森峠からは割石峠を経由して登ることができる（黒森峠コース）。本峰の稜線に出る直前は急登であるが稜線に出て岩場を越えれば山頂である。この山の魅力は石鎚連峰の山塊が箱庭のように臨める展望である。
山頂部は久万高原町であるが、北側の山裾は東温市に張り出しており、そこには唐岬の滝（からかいのたき）と白猪の滝（しらいのたき）がある。
唐岬の滝駐車場から石墨登山口に入り割石峠を経由し、石墨の分かれに合流して山頂に向かう石墨登山口コースが一般コースとされている。
白猪の滝駐車場から白猪峠登山口に入り、白猪谷分岐、白猪峠、白猪山を経由して、石墨の分かれに合流して山頂に向かう白猪峠コースもある。唐岬の滝駐車場から林道を通り白猪谷分岐を経由する唐岬の滝林道コースもある。

## 登山ルート
石墨山の登山口は唐岬ノ滝（からかいのたき）駐車場など4か所ある。
- 井内峠東コース[2]
- 石墨登山口コース[2]
- 黒森峠コース[2]
- 唐岬ノ滝林道コース[2]
- 白猪峠コース[2]

## ギャラリー

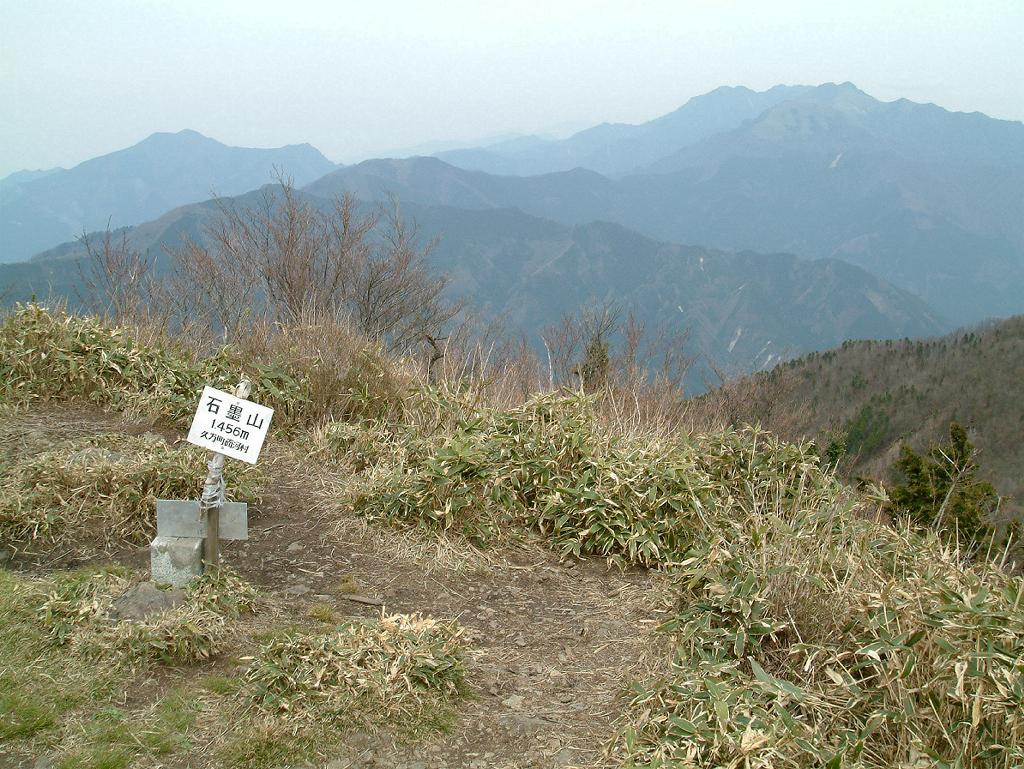
頂上